# Heroes & Villains
«Heroes & Villains» es un sencillo de la agrupación de rock estadounidense The Beach Boys, que vio la luz en su álbum de 1967 titulado Smiley Smile, y también formó parte de su obra inacabada Smile. Los autores, Brian Wilson y Van Dyke Parks, albergaban en mente la idea de concebir esta pieza como una comedia musical inspirada en la temática del Salvaje Oeste, con la ambición de trascender la repercusión y los logros artísticos de «Good Vibrations». El sencillo tuvo el honor de ser el primer lanzamiento de Brother Records. A pesar de no alcanzar las expectativas críticas y comerciales, gozó de un indudable éxito, ocupando la posición número 12 en los Estados Unidos y el puesto número 8 en el Reino Unido.
Este tema supuso el debut de la colaboración entre Wilson y Parks. Parks caracterizó la obra como «reflexiva históricamente» y un «esfuerzo visual», proyectado para rivalizar con las baladas de Marty Robbins. Aseguró que las letras se inspiraban en la historia primitiva de California, abarcando referencias a la implicación de los indios de origen español y americano. Algunos testimonios sugieren que la pieza se desarrolló parcialmente a partir de una reinvención de Wilson del clásico «You Are My Sunshine». Las primeras versiones incorporaban segmentos líricos acerca de animales de granja y de la salud física.
«Heroes and Villains» ostenta la realización más compleja de cualquier obra en la historia del conjunto. El proceso de grabación abarcó virtualmente todas las sesiones de Smile mientras Wilson ensayaba con al menos una docena de versiones del tema, algunas de las cuales se extendían hasta seis u ocho minutos. Wilson desestimó casi la totalidad de lo registrado, con gastos ascendiendo aproximadamente a $ 40,000 (equivalente a $ 350,000 en 2022). La mayor parte del producto final se elaboró en tres días en su improvisado estudio doméstico. El coro incluyó un motivo que fue extraído de otra canción de Smile, «Do You Like Worms?».
Los colegas de banda y colaboradores de Wilson manifestaron posteriormente su descontento con la versión publicada, convencidos de que la mezcla era inferior a sus anteriores ediciones más prolongadas. Los analistas atribuyen el fracaso del disco a las letras esotéricas, la calidad sonora percibida como «fangosa» y la tardanza en el lanzamiento. Permanece como una de las composiciones menos reconocidas en el repertorio de The Beach Boys. Para Wilson, el descalabro del sencillo constituyó un punto crítico en su deterioro psicológico, y adoptó el título de la canción como una denominación para sus alucinaciones auditivas. En 2004, Wilson resucitó la pieza y sus fragmentos relacionados para Brian Wilson Presents Smile. En 2011, The Smile Sessions vio la luz con un disco íntegramente dedicado a las sesiones de grabación originales de la composición.

## Composición
"Heroes & Villains" fue compuesta a principios de 1966, en un piano que contaba con un gran cajón de arena como suelo, en la sala de estar de Brian Wilson. Se trata de la primera colaboración entre Wilson y Parks. Se relata que cuando Wilson le mostró la melodía, Parks inventó la línea de apertura de la canción. Durante el álbum SMiLE varias partes musicales en la canción se repiten en otras piezas.

## Grabación
La grabación de la canción fue un proceso difícil y prolongado. Brian Wilson trabajó en SMiLE, en una nueva versión al final de 1966 y concentrado en la producción de una versión de "Heroes & Villains", para la publicación en solista, pero a pesar de tener casi veinte sesiones de grabación, luego de varios meses y de revisiones diferentes de la canción, al parecer fue incapaz de completar el trabajo, terminando por abandonar el proyecto de SMiLE.

## Sencillo
Pese a que el álbum SMiLE que cancelado, con el tiempo algunas canciones se publicaron en álbumes de The Beach Boys como fue el caso de "Heroes & Villains", publicada en sencillo con "You're Welcome" en el lado B, el corte llegó al puesto n.º 12 en los Estados Unidos, pero en el Reino Unido fue mejor llegando al puesto n.º 8. Existe un punto destacable en esta publicación de sencillo, ya que es el primero editado por Brother con el catálogo 1001, y de hecho es el primer sencillo que publicó la nueva discográfica.

## Publicaciones
"Heroes and Villains" se convirtió en un clásico de The Beach Boys, una mezcla distinta a la de sencillo apareció en el álbum de estudio Smiley Smile de 1967, una año más tarde en 1968, "Heroes & Villains" aparece en Best of The Beach Boys Vol. 3, luego en Good Vibrations - Best of The Beach Boys de 1975, en 20 Golden Greats de 1976, en Made in U.S.A. de 1986, en Summer Dreams de 1990, en el exitoso box set Good Vibrations: Thirty Years of The Beach Boys de 1993, en el compilado de archivos Endless Harmony Soundtrack (en donde hay una versión mezclada con "Cottonfields" de 1998, en una compilación de 1999 The Greatest Hits - Volume 2: 20 More Good Vibrations, en The Very Best of The Beach Boys y Hawthorne, CA (en donde hay una versión en estéreo ambos de 2001, en la selección de clásicos por Brian Wilson Classics selected by Brian Wilson de 2002, en el exitoso compilado Sounds of Summer: The Very Best of The Beach Boys de 2003, en el álbum triple Platinum Collection: Sounds of Summer Edition y en la edición histórica de The SMiLE Sessions de 2011, en cuyo segundo CD se encuentran 36 pistas exclusivamente sobre la canción "Heroes and Villains", en donde se pueden escuchar diferentes mezclas o distintas tomas.

## En vivo
"Heroes and Villains" ha sido interpretada en vivo con el pasar de los años desde su lanzamiento, fue interpretada en The Beach Boys in Concert de 1973, en un recital en Melbourne, Australia en el 1978 y en Good Timin': Live at Knebworth England 1980 editado en 2002, además Brian Wilson y su grupo también la han interpretado en vivo para su grabación de SMiLE.